# Uropeltis bicatenata
Espèce
Synonymes
- Silybura bicatenata Günther, 1864
- Silybura nilgherriensis Beddome, 1863

Statut de conservation UICN

 NT  : Quasi menacé
Uropeltis bicatenata est une espèce de serpents de la famille des Uropeltidae.

## Répartition
Cette espèce est endémique du Maharashtra dans le sud de l'Inde.

## Publication originale
- Günther, 1864 : The reptiles of British India, p. 1-452 (texte intégral).